# Orthocladius clepsydrus
Orthocladius clepsydrus är en tvåvingeart som först beskrevs av Daniel William Coquillett 1902.  Orthocladius clepsydrus ingår i släktet Orthocladius och familjen fjädermyggor.
Artens utbredningsområde är New Mexico. Inga underarter finns listade i Catalogue of Life.